# Simona de Silvestro
Simona de Silvestro, född 1 september 1988 i Thun, är en schweizisk racerförare, som även har italienskt medborgarskap. Hon kör för närvarande Formel E och Indycar för Andretti Autosport och har tidigare, förutom karting och formelbilar i lägre divisioner även kört Indycar för stallen HVM Racing och KV Racing Technology. De Silvestro är en av nio kvinnor i världen som startat i Indy 500.

## Uppväxt
Simona de Silvestro föddes 1988 i Thun som är beläget i Bern. Som barn sysslade hon med tennis, fotboll och skidsport. Men det var motorsport som tidigt blev hennes stora passion. Hennes far som älskade motorsport uppmuntrade henne och lät henne prova en Go-kart redan vid sex års ålder. Han lovade henne att hon skulle få en egen så fort hon nådde ner till pedalerna. Enligt egen utsago var hon som bebis bara tyst när det var motorsport på TV.

## Racingkarriär

### 1998–2003

#### Karting
De Silvestro började som de flesta tävlingsförare med karting i unga år. Vid 10 års ålder körde hon go-kart i Western Switzerland Championship vilket resulterade i en fjärdeplats 1998, en tredjeplats 1999 samt en förstaplats i det totala mästerskapet år 2000. Hon placerade sig dessutom som trettonde bästa 1999 respektive femte bästa 2002 i schweiziska mästerskapet. Övriga europeiska kart-lopp hon deltog i är bland annat Monaco Kart Cup, Bridgestone-Cup Switzerland samt italienska klassiska lopp som Trofeo Industria Parma, Wintercup Lonato och Primavera Lonato.

### 2004-2005

#### Formelbilar
För att kunna tävla med formelbilar var de Silvestro tvungen att söka sig utanför Schweiz gränser. Detta på grund av förbudet mot snabbare banracing som råder i landet och som trädde i kraft efter Le Mans-katastrofen 1955. 2004 körde hon Formel 4 i Frankrike och 2005 körde hon Formula Renault 2000 i Italien. Inget av deltagande i serierna resulterade i något nämnvärt slutresultat.

### 2006–2009

#### Formel BMW USA
Efter att ha övertalat sina föräldrar flyttade de Silvestro till nordamerika för att köra Formel BMW i USA för det italienska stallet EuroInternational. Satsningen gav resultat i form sex pallplatser, elva top-tioplaceringar på fjorton lopp och en fjärdeplats i mästerskapet. I den fjärde deltävlingen som avgjordes på Lime Rock Park segrade de Silvestro men fråntogs segern efter att bilen inte klarade den obligatoriska efterkontrollen. På tävlingen som avgjordes på dåvarande Formel 1-banan i Indianapolis blev hon historisk genom att som första kvinna någonsin ta en pallplats på Indianapolis Motor Speedway.

#### Atlantic Championship
Debuten i Atlantic Championship gick inte lika bra som fjolårets Formel BMW. 2007 körde hon för Walker Racing men nådde inte högre än nittonde plats i mästerskapet efter endast en sjundeplats som bästa resultat. 2008 bytte hon stall till Paul Newman och Eddie Wachs Newman Wachs Racing och lyckades att vinna det första loppet på Long Beach. Efter ett flertal top-femplaceringar slutade hon på en total åttondeplats. Inför sista året i Atlantic Championship bytte de Silvestro återigen stall. Hon körde detta år för Team Stargate Worlds, före detta US RaceTronics. Även denna säsong började bra med en femteplats i premiären på Sebring International Raceway samt en vinst i den andra deltävlingen på Miller Motorsports Park. Säsongen 2009 slutade hon på en tredjeplats i det totala mästerskapet efter ytterligare vinster i New Jersey, Connecticut och Quebec. I december samma år testkörde de Silvestro en Indycarbil för första gången. Testet ägde rum på Sebring International Raceway och var ett samarbete mellan Team Stargate Worlds och HVM Racing. Ett test som skulle leda till Indycar nästföljande år.

### 2010

#### Indycar-debut
HVM Racing hade beslutat att ersätta Robert Doornbos som misslyckats med att få ihop tillräckligt med sponsorpengar för en styrning. De Silvestro hade genom sitt långvariga samarbete med Imran Safiulla lyckats få till ett sponsoravtal som garanterade henne start i samtliga sjutton deltävlingar. Första loppet för säsongen som kördes var stadsloppet São Paulo Indy 300 14 mars. De Silvestro kvalade in på en elfte plats och körde i mål som sextonde förare, tre varv efter segraren. Inför årets upplaga av Indianapolis 500 kvalade hon in på en tjugoandra plats i startfältet. Hon slutade på en fjortonde placering och förärades priset Indy 500 Rookie of the Year det året. 5 juni under ovalbaneloppet på Texas Motor Speedway kraschade de Silvestro hårt in i muren. Efter att bilen fattat eld hade säkerhetspersonalen på banan svårt att få ut henne ur den brinnande bilen samt få fram släckningsutrustningen. Hon brännskadade höger hand och efter loppet riktade HVM Racing kraftig kritik mot tävlingsledningen. Facit för säsongen blev sjutton starter, tio målgångar samt två top-tioplaceringar och nittonde plats i mästerskapet.

### 2011

#### Ännu ett år med HMV Racing
Även detta år körde hon för HMV Racing. Säsongen började bra med en fjärde och en nionde-placering i St. Petersburg respektive Alabama. De nästkommande tävlingarna på Long Beach och i Brasilien gick inte lika bra. Under loppet i São Paulo körde hon ihop med Helio Castroneves vilket resulterade att hon hamnade nio varv bakom ledaren. Loppet avbröts på grund av kraftigt regn och återupptogs dagen efter. Hon fick under loppet utstå kritik från kommentatorerna som menade att hon tävlade mot ledarbilarna i stället för att släppa förbi dem när hon ändå låg flera varv bakom. Även om hon slutade på en tjugonde plats, nio varv efter segraren, noterades hon för loppets snabbaste varv.
Under träningen inför 2011 års upplaga av Indy 500 ådrog sig de Silvestro återigen brännskador på händerna. Hon förlorade greppet på banan när hjulupphängningen vänster bak brast och bilen sladdade in i muren. Bilen blev luftburen och studsade mot säkerhetsstängslet. Därefter voltade bilen ett par gånger och landade upp och ned. Hon kvalade trots skadorna in på en tjugotredje plats i reservbilen med bandagerade händer.
Efter ytterligare en hård krasch mot muren, denna gång på kvalet till tävlingen på Milwaukee Mile fördes hon till sjukhus. Efter sedvanliga tester fick hon klartecken från läkare att starta i loppet. Efter ett par varv blev hon yr och fick problem med dimmig syn vilket ledde till att hon avbröt tävlingen. Detta ledde även till att hon fick stå över nästkommande lopp som kördes i Iowa.
De Silvestro missade loppet på Sonoma efter att ha nekats inresa i USA. Tulltjänstemannen tyckte det var misstänkt med de många resor hon gjort mellan Schweiz och USA under en kortare tid. När hon försökte förklara att hon var professionell racerförare blev hon inte trodd. Tulltjänstemannen skickade tillbaka henne till Schweiz med förbud att återkomma till USA inom två månader. Saken reddes ut och trots det inträffade behöll hon sitt lugn och avfärdade det hela som ett misstag. Totalt slutade hon på en tjugonde plats i mästerskapet.

### 2012

#### Motorproblem

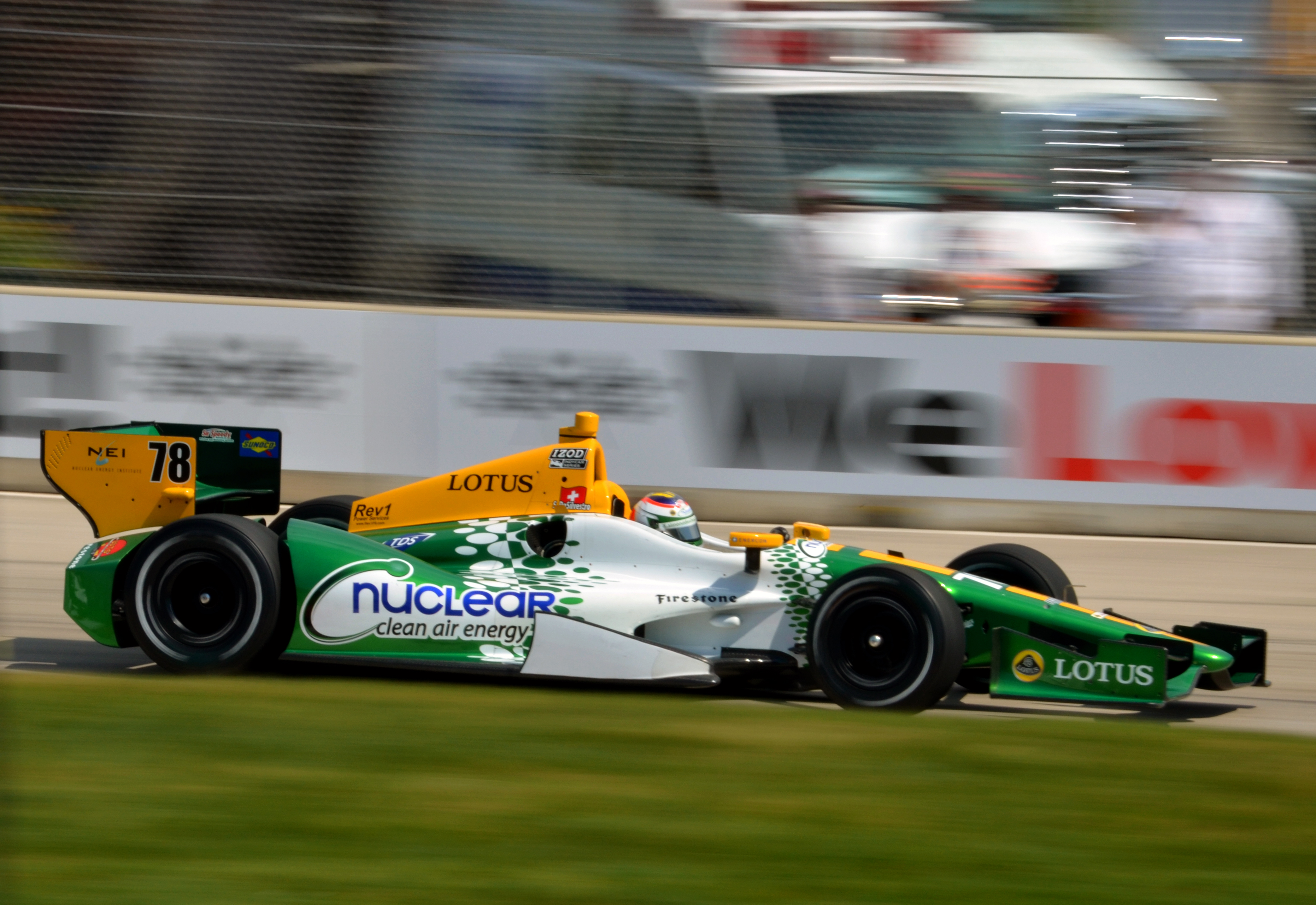
Simona de Silvestro i Detroit 2012

2012 blev inte bara ett katastrofalt år för de Silvestro utan även hennes sista hos HMV Racing. Hennes bil var en av fem bilar som i början på säsongen var bestyckade med motorer från Lotus. Det visade sig att motorn var underpresterande jämfört med motorerna från Chevrolet och Honda. I slutet av maj var de Silvestro den enda föraren som fortfarande körde med Lotusmotor. Detta ledde till usla kvaltider och dåliga tävlingsresultat genom hela säsongen. Vid flertalet lopp blev hon svartflaggad för att hon inte kunde hålla jämn takt med övriga fältet, bland annat vid årets upplaga av Indy 500. Efter endast 10 varv körda fick de Silvestro och Jean Alesi som körde med Lotusmotor för Fan Force United denna helg svartflagg på grund av att ingen av dessa höll tillräckligt jämnt tempo med de övriga bilarna. Reglerna kräver att bilen inte får vara utanför 105 % av ledartiden.
I juli kom så Lotus med en uppgradering som dessvärre visade sig inte hålla måttet. De Silvestro var fortfarande 11 km/h långsammare än den sämsta bilen med Chevrolet eller Hondamotor och fortsatte att vara det säsongen ut.
Hennes bästa resultat 2012 blev en trettondeplats i ett av dubbelloppen i Detroit. I mästerskapet slutade hon på en tjugofjärde plats.

### 2013

#### Nytt stall
Inför säsongen 2013 bytte de Silvestro stall till KV Racing Technology och blev stallkamrat med Tony Kanaan. Detta år fick hon köra med Chevroletmotor. Resultatet lät inte vänta på sig utan redan i det inledande loppet slutade hon på en sjätteplats efter att varit uppe på tredje plats. I slutet av loppet gick hennes däck ner sig vilket resulterade i att hon tappade tre placeringar varven innan målgång. Mitt i säsongen dalade resultaten men i de fem avslutande loppen placerade hon sig inom top-tio i samtliga lopp. Årsbästa på säsongen var en andraplats i det första av två lopp som kördes i Huston 5-6 oktober. Detta räckte till en trettonde plats i det totala mästerskapet.

### 2014

#### Sauber F1
I februari 2014 kontrakterades de Silvestro av Sauber i ett steg att hjälpa henne att komma in i Formel 1. Målet var att de Silvestro skulle genomgå tester på bana och i simulator för att få den superlicens som krävs för att köra Formel 1.
Testerna på bana påbörjades 26–27 april i en två år gammal Sauber C31 på Ferraris testbana Fiorano Circuit. Hon avverkade 112 varv under lördagen samt 68 varv under söndagen.
En andra testsession ägde rum i 25–27 juni i Valencia i Spanien. 
Efter meningsskiljaktigheter mellan Sauber och de Silvestros organisation om vem som skulle stå för vilka kostnader missade hon möjligheten att ta sin superlicens då 3-månadersfönstret var stängt. I oktober meddelade Saubers stallchef och delägare Monisha Kaltenborn att hon var tvungen att släppa de Silvestro från eventuella framtida körningar för stallet av ekonomiska skäl. Kaltenborn menade att det var ett för stort ekonomiskt risktagande att låta de Silvestro fortsätta och skyllde det hela på de Silvestros organisation.

### 2015

#### Indycar
Tillbaka i USA fick de Silvestro möjligheten att köra för Andretti Autosport i öppningsloppet 29 mars i St. Petersburg i 2015 års Indycar-mästerskapet. Även om de Silvestro inte hade ett kontrakt som garanterade några styrningar under säsongen lyckades Andretti finna sponsorer även för den andra deltävlingen som kördes 12 april i New Orleans. De Silvestro kvalade in på en artonde plats och körde upp sig till en fjärdeplats.
Hennes sponsor TE Connectivity backade upp henne så hon kunde ställa upp i Indy 500 med en femte bil för Andretti Autosport. För tredje gången i karriären och andra gången på Indianapolis Motor Speedway råkade de Silvestro ut för en brand i bilen, denna gång på den tredje fria träningen. Orsaken sades vara ett läckage vid bränslepåfyllningen. Hon kvalade in på en artonde plats och kom i mål som nittonde bil.

#### Formel E
De Silvestro körde för Andretti Formula E Team i elbilsmästerskapet Formel E 27-28 juni i det avgörande dubbelloppet i Battersea Park i London. I sitt första lopp under lördagen slutade hon på en elfte plats.
Hon är även med och kampanjar för att öppna upp möjligheten att köra ett Formel E-lopp i sitt hemland Schweiz.